# Haiganouche Mark
Haiganouche Mark (armenisch Հայկանուշ Մառք, wissenschaftliche Transliteration Haykanuš Maṙk‘; * 1883 in Konstantinopel; † 1966 in Istanbul) war eine armenische Frauenrechtlerin, Lehrerin, Journalistin und Schriftstellerin.
Mark absolvierte 1898 das Esayan-Gymnasium in Konstantinopel. Sie arbeitete an den armenischen Schulen Konstantinopels als Lehrerin. Mark gründete die feministische Zeitschrift Tsaghik Ganants (erschienen 1905–1907). Nach ihrer Heirat 1907 mit dem Herausgeber Vahan Toshigian lebte sie in Smyrna. In Toshigians Zeitschrift Arshaluys schrieb sie die Frauenseite. 1919 startete sie ihre eigene feministische Zeitung Hay Gin (Հայ Կին; erschienen 1919–1932, Publikationsverbot). Die meisten ihrer Schriften finden sich in den erwähnten Zeitungen. 

## Werke
- „Tsaghik Ganants“ (Ծաղիկ կանանց), 1905–1907, Leitartikel
- „Armenische Frau“ (Հայ Կին), 1919–1932, Leitartikel
- „Aus meinen Mussestunden“ (Ծուլութեան պահերէս), Konstantinopel 1921, Gedichte
- „Das Leben und das Werk“ (Կեանքը ու գործը), Istanbul 1954, Lebenserzählung und einige Reprints ihrer Artikel aus Hay Gin.

| Personendaten    | Personendaten               |
| ---------------- | --------------------------- |
| NAME             | Mark, Haiganouche           |
| KURZBESCHREIBUNG | armenische Schriftstellerin |
| GEBURTSDATUM     | 1883                        |
| GEBURTSORT       | Konstantinopel              |
| STERBEDATUM      | 1966                        |
| STERBEORT        | Istanbul                    |